# Senatobia, Mississippi
Senatobia là một thành phố thuộc quận Tate, tiểu bang Mississippi, Hoa Kỳ. Năm 2010, dân số của thành phố này là 8 165 người.

## Dân số
- Dân số năm 2000: 7 015 người.
- Dân số năm 2010: 8 165 người.